# Marine Corps Air Station Beaufort

i7
i11
i13
Die Marine Corps Air Station Beaufort oder MCAS Beaufort ist ein Militärflugplatz des United States Marine Corps in der Kleinstadt Beaufort im Beaufort County in South Carolina, einem Bundesstaat der Vereinigten Staaten an der Ostküste des Landes. Der Stützpunkt wird seit 1943, zunächst bis 1960 unter dem Namen Naval Air Station Beaufort, als Marineflugplatz genutzt. Die Basis ist ein wichtiger Kampfflugzeugstützpunkt der Marineinfanterie an der Ostküste.

## Geschichte
Die Basis wurde zum Ostküsten-Stationierungsort der F-35B ausgewählt und hierzu entstand auch das erste von zwei Trainingszentren für diese Variante der F-35. Die erste F-35B-Umschulstaffel, VMFAT-501, wurde im Juli 2014 von Eglin nach Beaufort verlegt. (Die VMFAT-502 wurde im Juni 2020 in Miramar an der Westküste neu aufgestellt.)
Am 28. September 2018 stürzte eine F-35B des USMC nahe der Basis ab. Der Pilot rettete sich mit dem Schleudersitz.

## Heutige Nutzung
Zurzeit ist die Marine Aircraft Group 31 der Hauptnutzer. Sie betreibt zurzeit (2025) noch drei Staffeln der F/A-18, die VMFA(AW)-224 Fighting Bengals (siehe unten), VMFA-115 Silver Eagles und VMFA-312 Checkerboards. Hinzu kommen folgende F-35B-Staffeln:
- VMFAT-501, die Ostküsten-Umschuleinheit; sie wurde im Juli 2014 nach Beaufort verlegt und neben denen des USMC werden hier auch F-35B-Piloten anderer Nationen geschult.
- VFMA-533 Hawks, seit Oktober 2024 ausgerüstet mit F-35B[3]
- VMFA-224 Fighting Bengals, geplant ab 2026/2027.